# Josef Vencl
Josef Vencl (13. března 1883 Světí – 23. dubna 1958 Pardubice) byl český městský architekt, politik, fotograf a důstojník Rakousko-uherské armády.

## Mládí
Narodil se dne 13. března 1883 ve vesnici Světí, okres Hradec Králové, do chudé rodiny. Jeho otec byl František Vencl, hlavním povoláním kolář, ale přivydělával si i jako místní hostinský. Josef byl jediným synem ze 7 dětí. Mezi roky 1894 a 1901 studoval na c. a k. Vyšší reálné škole v Hradci Králové. V letech 1902 až 1907 byl posluchačem stavebního inženýrství na Vysoké škole technické v Praze, které úspěšně zakončil promocí. Od 1. prosince 1907 do 1. prosince 1911 pracoval jako pomocný stavební inženýr u ing. Maxmiliána Valentina v České Skalici, od kterého získal velmi pozitivní doporučení. Jeho specializací se stalo projektování silnic, kanalizační sítě a trativodů. V letech 1911 až 1912 studoval po 2 semestry kulturní inženýrství na Vysoké škole technické v Praze.

## Vojenská služba
Jako důstojník v záloze, v hodnosti poručíka, c. a k. Rakousko-Uherské armády byl v roce 1914 povolán ke svému 27. polnímu dělostřeleckému pluku v Hradci Králové, spadající pod velitelství v Litoměřicích. V rámci tohoto pluku byl přidělen k armádám účastnících se bitvy v Haliči v srpnu a na podzim 1914. Během tohoto tažení byl vyznamenán za přesné vedení palby a také byl raněn. Pro léčení zranění byl převezen z východní fronty do Chrudimi. Po vyléčení byl v Chrudimi přijat jako městský architekt, a současně ještě po část roku 1915 byl stále vojákem.

## Chrudim
Během léčení v Chrudimi se seznámil se svou nadcházející manželkou Marií Jordovou, dcerou velmi zámožného drogisty Františka Jordy v Chrudimi, v jehož jednom z domů v Chrudimi, konkrétně č.p. 24-I, ještě před svatbou s Marií, bydlel. Svatba Josefa s Marií proběhla dne 19. listopadu 1919 v chrámu Nanebevzetí Panny Marie v Chrudimi, a dále již bydleli spolu v domě č.p. 276-I. V roce 1920 skončil na postu městského architekta v Chrudimi a stal se jím v blízkých Pardubicích.

## Pardubice
Městským architektem v Pardubicích byl od roku 1920 až do svého odchodu do důchodu v roce 1953. Svůj úřednický slib složil na jednání městského zastupitelstva dne 13. července 1921. Tvář širšího centra Pardubic byla utvářena právě v tomto období. Jako městský architekt schvaloval a dohlížel nad takovými stavbami jako je Prokopův most nebo reálná škola. Jeho vlastním počinem byl např. projekt kanalizace vedoucí z Městské teplárny do Chrudimky, která je dodnes funkční. Na konci 30. let dospělo město do stavu, kdy bylo nezbytné vyřešit předpokládaný budoucí rozvoj dopravy ve městě. Pardubice se rozhodovaly mezi 2 základními koncepty – Gočárův návrh, který byl obdobou městského okruhu v Hradci Králové, a nebo koncept svatovavřineckého roštu. K rozhodnutí došlo až na přelomu 30. a 40. let, kdy v důsledku probíhající 2. světové války a německé okupace byla zvolena levnější varianta svatovavřineckého roštu, která dodnes pardubické dopravě dominuje.
V roce 1932 vstoupil do lokální politiky, když byl zvolen do městského zastupitelstva za Republikánskou stranu zemědělského a malorolnického lidu, a působil v odboru pro veřejné práce a v divadelní komisi. Za stejnou stranu byl do městského zastupitelstva zvolen ještě v roce 1938, kdy vedl stavební odbor a pro veřejné práce, a dále sportovní komisi. V této straně byl i v pomnichovském období. Jelikož na podzim 1938 prodělal závažný chirurgický zákrok, tak nebyl schopen z této strany v době, kdy postupně inklinovala k nacionalistickým myšlenkám vystoupit. Strana však byla ještě v době jeho rekonvalescence okupační mocí zakázána.
V roce 1935 se stal předsedou fotbalového klubu SK Pardubice, který nasměroval k postupu do ligy.

## Osobní život

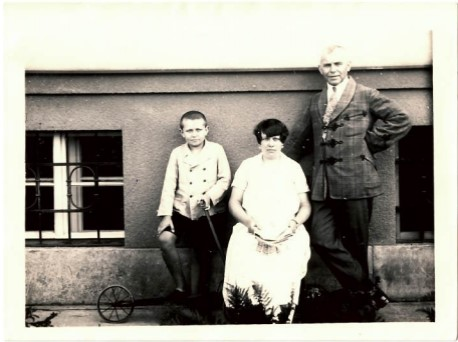
Rodina Venclova: Josef Vencl, Marie Venclová (roz. Jordová) a syn Lubomír; Sakařova 670, Pardubice; kolem roku 1932

Po odchodu z Chrudimi bydlel s manželkou v bytě v ulici Polská v Pardubicích. S manželkou měli jediného syna Lubomíra, který se narodil v roce 1920 v nemocnici u Apolináře v Praze. V roce 1926 si nechal dle vlastního návrhu postavit vilu v Sakařově ulici, č.p. 670., kam se s rodinou přestěhoval. V zahradě vily potom rozvíjel svůj koníček zahradničení, zejména pěstění ovocných stromů. Další jeho zálibou byly finanční investice. Zvláště investoval do zemědělské výroby, zejména cukrovarnictví.[zdroj?] Díky jeho oblibě ve fotografování máme k dispozici množství fotografického materiálu zaznamenávající nejen jeho rodinu, ale i významné městské stavební a společenské akce té doby.[zdroj?]
Po převratu v roce 1948 mu byla znárodněna vila v Sakařově ulici a státu propadly rovněž veškeré jeho finanční investice. Aby jeho rodina nebyla z vily v Sakařově ulici vystěhována, tak se tam muselo na čas nastěhovat několik členů širší rodiny.[zdroj?] V roce 1953 odešel do důchodu a svůj zbylý čas věnoval zejména zahradničení.[zdroj?]
Na podzim v roce 1938 prodělal závažnou chirurgickou operaci dutiny břišní, odstranění žaludečního či dvanácterníkového vředu, kterou provedla Pardubická nemocnice. Po zákroku u něj došlo k postupnému zhoršování zdravotního stavu, kdy byl schopen přijímat jen malá množství potravy, což později vedlo i k jeho úmrtí v roce 1958.[zdroj?] Jeho pohřeb se konal dne 28. dubna 1958 v kostele sv. Jiljí v Pardubicích.